# District d'Esztergom
Le district d'Esztergom (en hongrois : Esztergomi járás) est un des 6 districts du comitat de Komárom-Esztergom en Hongrie. Il compte 92 902 habitants et rassemble 24 localités : 19 communes et 5 villes dont Esztergom, son chef-lieu.
Cette entité existait déjà jusqu'à la réorganisation territoriale de 1950. Son successeur a été ensuite le District de Dorog qui a existé jusqu'en 1983.

## Localités
- Annavölgy
- Bajna
- Bajót
- Csolnok
- Dorog
- Dág
- Dömös
- Epöl
- Esztergom
- Kesztölc
- Leányvár
- Lábatlan
- Mogyorósbánya
- Máriahalom
- Nagysáp
- Nyergesújfalu
- Piliscsév
- Pilismarót
- Sárisáp
- Süttő
- Tokod
- Tokodaltáró
- Tát
- Úny